# Andrew Craig
Andrew Craig (Houston, 15 de janeiro de 1986) é um lutador norte-americano de artes marciais mistas, atualmente compete no peso-médio do Ultimate Fighting Championship.

## Background
Craig nasceu em Houston, Texas, e cresceu jogando hockey e futebol americano. Ele frequentou a faculdade na Universidade do Texas, onde ele se formou em comunicações corporativas. Craig começou a praticar Jiu Jitsu Brasileiro com seu primo que era faixa preta na arte marcial. Após se formar na faculdade, Craig começou sua carreira como lutador profissional de MMA.

## Carreira no MMA

### Começo da carreira
Craig fez sua estréia profissional no MMA em Maio de 2010 pelo USA MMA 12 vencendo por decisão unânime. Sua segunda luta aconteceu no Bellator 27 contra Rodrigo Pinheiro. Craig venceu a luta após o médico lateral determinar que Pinheiro era incapaz de continuar. Craig venceu duas lutas no International Xtreme Fight Association antes de entrar para a promoção baseada no Texas Legacy Fighting Championships.

### Legacy Fighting Championships
Craig fez sua estréia no Legacy Fighting Championships em 9 de Abril de 2011 contra William Bush pelo Título Peso Médio do Legacy Fighting. No quinto e último round, Craig venceu a luta por nocaute técnico.
Craig era esperado para fazer sua primeira defesa de título no Legacy Fighting 8 contra o veterano do Bellator e veterano do WEC, Eric Schambari. Porém, Schambari pesou além do peso dos médios e a luta se tornou de três rounds e não valeria pelo título. Craig venceu a luta por decisão unânime.

### Ultimate Fighting Championship
Craig fez sua estréia no UFC substituindo o lesionado Jared Hamman contra Kyle Noke em 3 de Março de 2012 no UFC on FX: Alves vs. Kampmann. Após perder o primeiro round, Craig deu à volta por cima e domino o segundo e o terceiro round, vencendo por decisão unânime.
Craig derrotou Rafael Natal em 11 de Julho de 2012 no UFC on Fuel TV: Muñoz vs. Weidman. Após ser atordoado e controlado pela maioria do segundo round, Craig acertou um chute na cabeça e conseguiu uma vitória por nocaute.
Em sua terceira luta pela promoção, Craig enfrentou Ronny Markes em 19 de Janeiro de 2013 no UFC on FX: Belfort vs. Bisping. Ele perdeu a luta por decisão unânime. Essa foi sua primeira derrota profissional no MMA.
Craig derrotou Chris Leben por decisão dividida em 6 de Julho de 2013 no UFC 162.
Craig foi derrotado por Luke Barnatt em 26 de Outubro de 2013 no UFC Fight Night: Machida vs. Muñoz por finalização no segundo round. A luta ganhou o prêmio de Luta da Noite.
Craig enfrentaria Chris Camozzi em 11 de Abril de 2014 no UFC Fight Night: Nogueira vs. Nelson, porém, um problema de saúde o retirou da luta. 
Craig enfrentou o vencedor do TUF Brasil, Cézar Ferreira em 28 de Junho de 2014 no UFC Fight Night: Swanson vs. Stephens. Ele foi derrotado por decisão unânime.
Craig era esperado para enfrentar Edgar Garcia em 15 de Julho de 2015 no UFC Fight Night: Mir vs. Duffee. No entanto, uma lesão tirou Garcia do evento e foi substituído pelo ex-campeão do Bellator, Lyman Good. Craig perdeu a luta por nocaute técnico no segundo round.

## Cartel no MMA
| Cartel no MMA   |            |            |
| 13 lutas        | 9 vitórias | 4 derrotas |
| Por nocaute     | 3          | 1          |
| Por finalização | 1          | 1          |
| Por decisão     | 5          | 2          |

| Res.    | Cartel | Oponente         | Método                               | Evento                                | Data       | Round | Tempo | Local                 | Notas                                           |
| ------- | ------ | ---------------- | ------------------------------------ | ------------------------------------- | ---------- | ----- | ----- | --------------------- | ----------------------------------------------- |
| Derrota | 9-4    | Lyman Good       | Nocaute Técnico (socos)              | UFC Fight Night: Mir vs. Duffee       | 15/07/2015 | 1     | 3:37  | San Diego, California |                                                 |
| Derrota | 9-3    | Cézar Ferreira   | Decisão (unânime)                    | UFC Fight Night: Swanson vs. Stephens | 28/06/2014 | 3     | 5:00  | San Antonio, Texas    |                                                 |
| Derrota | 9-2    | Luke Barnatt     | Finalização (mata-leão)              | UFC Fight Night: Machida vs. Muñoz    | 26/10/2013 | 2     | 2:12  | Manchester            | Luta da Noite.                                  |
| Vitória | 9–1    | Chris Leben      | Decisão (dividida)                   | UFC 162: Silva vs. Weidman            | 06/07/2013 | 3     | 5:00  | Las Vegas, Nevada     |                                                 |
| Derrota | 8–1    | Ronny Markes     | Decisão (unânime)                    | UFC on FX: Belfort vs. Bisping        | 19/01/2013 | 3     | 5:00  | São Paulo             |                                                 |
| Vitória | 8–0    | Rafael Natal     | Nocaute (chute na cabeça e socos)    | UFC on Fuel TV: Muñoz vs. Weidman     | 11/07/2012 | 2     | 4:52  | San Jose, California  |                                                 |
| Vitória | 7–0    | Kyle Noke        | Decisão (unânime)                    | UFC on FX: Alves vs. Kampmann         | 03/03/2012 | 3     | 5:00  | Sydney                |                                                 |
| Vitória | 6–0    | Eric Schambari   | Decisão (unânime)                    | Legacy Fighting Championship 8        | 16/09/2011 | 3     | 5:00  | Houston, Texas        | Schambari não bateu o peso. Não valeu o título. |
| Vitória | 5–0    | William Bush     | Nocaute Técnico (socos)              | Legacy Fighting Championship 6        | 09/04/2011 | 5     | 2:47  | Houston, Texas        | Venceu o Título Peso Médio do Legacy FC.        |
| Vitória | 4–0    | Jon Kirk         | Finalização (triângulo)              | IXFA 5                                | 26/02/2011 | 2     | 1:04  | Houston, Texas        |                                                 |
| Vitória | 3–0    | Josh Foster      | Decisão (unânime)                    | IXFA 4                                | 04/12/2010 | 3     | 3:00  | Houston, Texas        |                                                 |
| Vitória | 2–0    | Rodrigo Pinheiro | Nocaute Técnico (interrupção médica) | Bellator 27                           | 02/09/2010 | 3     | 2:53  | San Antonio, Texas    |                                                 |
| Vitória | 1–0    | Antuan Williams  | Decisão (unânime)                    | USA MMA 12                            | 22/05/2010 | 3     | 5:00  | Kinder, Luisiana      |                                                 |